# Айрыбаз
Айрыбаз (кирг. Айрыбаз) — село в Кадамжайском районе Баткенской области Кыргызстана. Административный центр айылного аймака Майдан.

## География
Село расположено в восточной части области, на берегу канала имени XVII Партсъезда, на расстоянии приблизительно 17 километров (по прямой) к северо-востоку от города Кадамжай, административного центра района. Абсолютная высота — 808 метров над уровнем моря.

## История
До 1 января 2023 года село носило название Марказ. До 20 марта 2024 года являлось административным центром ныне упразднённого айылного аймака Айрыбаз.

## Население
Согласно оценочным данным Национального статистического комитета Кыргызской Республики, численность населения села на начало 2023 года составляла 8281 человек.
| год     | 2009 | 2014 | 2015 | 2020 | 2021 | 2023 |
| ------- | ---- | ---- | ---- | ---- | ---- | ---- |
| человек | 5310 | 6493 | 7013 | 7755 | 7860 | 8281 |